# Giuseppe Pes
(Giuseppe Pes, dal libro "I trenta assassini")
Giuseppe Michele Pes detto Il Pesse (Asciano, 17 giugno 1963) è un fantino italiano.

## La carriera al Palio di Siena
Pur nato in Toscana, ad Asciano, il Pes è di famiglia originaria della Sardegna e si forma quale allievo del grande Andrea Degortes, detto Aceto. Nonostante il cognome comune, Giuseppe Pes non ha alcun legame di parentela con il fantino Dino Pes detto Velluto.
Dopo la consueta maturazione nelle corse provinciali, esordisce al Palio di Siena il 2 luglio 1982, proprio di fianco al maestro Aceto. A chiamarlo è il Montone, contrada che sembra non nutrire grandi aspettative, essendole toccata in sorte l'esordiente cavallina Cuana. In effetti la grande favorita è la Selva con Aceto su Panezio (la micidiale coppia capace di vincere tre palii dell'Assunta consecutivi dal 1974 al 1976). Il giovane Pesse si dimostra però un ottimo fantino e, come già accaduto alla prima prova, all'ingresso della Selva di rincorsa, schizza fuori dai canapi prendendo subito la testa e mantenendola con autorità fino al terzo bandierino, quando esplode la gioia dei montonaioli per una vittoria che sembrava impossibile. IL Pesse diventa il sedicesimo fantino nella storia del Palio ad aver vinto all'esordio (dopo di lui riusciranno nell'impresa solo Dario Colagè detto Il Bufera il 2 luglio 1989 con la Lupa e Jonathan Bartoletti detto Scompiglio il 16 agosto 2007 con la Contrada del Leocorno).
Il Montone lo conferma anche per la carriera successiva e, montando Arlem De Mores, rischierà addirittura di centrare un clamoroso cappotto, insidiando sino all'ultima curva Panezio e Bazzino, che vinceranno per la Chiocciola. Ed è proprio con la contrada dei Servi che Il Pesse correrà buona parte dei Palii seguenti, carriere però sfortunate che faranno attendere al Pesse la seconda vittoria per 4 anni. È infatti il 13 settembre 1986 quando si corre il Palio straordinario per celebrare il II centenario della nascita della moderna Comunità Civica Senese. Il Pesse viene nuovamente chiamato dal Montone, che gli affida la monta di Brandano, uno dei cavalli più forti che abbiano mai calcato il tufo di Piazza del Campo. L'ostacolo principale è però dato dalla contrada rivale, il Nicchio, che monta un altro fantino vittorioso all'esordio, Bastiano, con già all'attivo 4 Palii vinti, sul veloce Figaro. In effetti la corsa sarà una lotta a due tra le rivali, con il Nicchio che parte in testa, il Montone che esce dai canapi solo quinto ma si porta subito all'inseguimento. Il Pesse recupera terreno e, al secondo San Martino, approfitta di un errore di Bastiano, che prende la curva troppo largo. Davanti al palco delle comparse Il Pesse, affiancata la rivale, nerba ripetutamente e sorpassa Bastiano che non reagisce, perdendo la testa della corsa ed anche la faccia.
Gli anni che seguono non sono però dei migliori, ma con l'inizio degli anni novanta, complici le fasi calanti di Aceto e Bastiano, si apre la rivalità fra Il Pesse e un altro grande della Piazza, Cianchino.
Alle due vittorie di Ladu nei Palii dell'Assunta del 1990 (proprio con il Montone) e di Provenzano del 1991 (con la Tartuca), risponde Il Pesse il 16 agosto di quello stesso anno con la Pantera. L'ostacolo principale è proprio Cianchino, che monta il formidabile Benito ancora per la Tartuca e punta deciso al cappotto. Da una mossa rapidissima proprio la Tartuca parte prima, ma al primo Casato Cianchino cade, ostacolato da Bastiano che corre per la rivale Chiocciola. Ne approfitta il Pesse, il cui cavallo, Pytheos, sembra letteralmente un fulmine. Il barbero corre velocissimo e, con un vantaggio enorme, taglia il bandierino con un tempo da record, 1'12"8, ad oggi la carriera più veloce della storia del Palio.
Un anno dopo il Pesse coglie il quarto successo. Stavolta a chiamarlo è il Drago e il cavallo da montare è nuovamente Pytheos. La carriera è una lotta a tre tra Drago, Torre e Istrice. Quest'ultima mantiene la testa fino all'ultimo giro, quando Il Pesse lancia nuovamente il "fulmine" Pytheos e conquista il Palio.
Al successivo Palio del 2 luglio 1993 Il Pesse corre per il Leocorno, montando il cavallo esordiente Barabba. Sulla carta le favorite sono la rivale Civetta (con il veterano Bazzino su Oriolu de Zamaglia) e la Chiocciola (con Cianchino su Galleggiante). In una manovra azzardata al primo San Martino, Bazzino però cade, ma Oriolu scosso prende deciso il comando. Dietro inseguono Leocorno e Chiocciola, che passano al secondo San Martino, quando lo scosso della Civetta si ferma. Il Pesse resta al comando e vince il suo quinto Palio, dimostrando di essere ormai uno dei "big" tra i fantini della corsa senese.
Il 19 Settembre 1993 vince con i colori oro-rosso del Rione San Paolo il Palio di Asti.
Due anni dopo il dualismo Cianchino-il Pesse si riaccende. Il 2 luglio 1995 il primo veste il giubbetto dell'Onda, il secondo quello della Pantera. Cianchino scatta primo alla mossa e conduce per tutta la carriera, con il Pesse che insegue per tutti i tre giri, senza tuttavia riuscire mai ad insidiare la prima posizione dell'Onda. Il 16 agosto le parti si invertono: Il Pesse, nel Leocorno su Bella Speranza, scatta primo e conduce per tutta la carriera davanti a Cianchino, che corre per l'Aquila, vincendo il suo sesto Palio.
L'anno che segue, il 1996, è invece sfortunato per Il Pesse. A luglio, con il giubbetto del Montone, il fantino ascianese monta nuovamente Bella Speranza ed è l'ovvio favorito. Il Montone conduce la corsa fino al terzo giro, quando viene raggiunto e superato, senza reagire, all'esterno dall'Oca che monta una nuova promessa del Palio, Luigi Bruschelli detto Trecciolino. Ad agosto il Pesse va nella Lupa e monta Solstizio d'Estate, cavallo esordiente ma velocissimo. La Lupa è di rincorsa ed entra fortissima alla mossa, prendendo in breve il comando. Al secondo San Martino però si fa forte il recupero del Montone, che affianca la Lupa. L'ostacolo reciproco tra le due contrade, che impattano nei palchi al Casato, favorisce il Bruco con Cianchino su Bella Speranza (segnata a quella carriera come Rosa Rosae), che si porta in prima posizione. Il Pesse tenta un disperato recupero, ma ormai è troppo tardi e l'amarezza della sconfitta è aumentata dal tragico infortunio di Solstizio d'Estate, che all'ultimo Casato si frattura entrambi gli anteriori e viene abbattuto.
Se il 1996 è l'anno da dimenticare, così non è per il 1997, l'anno che consacra la figura del Pesse alla storia del Palio. Per il Palio di Provenzano (rinviato per pioggia al 3 luglio) viene chiamato dalla Giraffa a montare il formidabile Lobi's Andrea (ribattezzato Penna Bianca, per la macchia bianca sulla fronte): la carriera non ha storia e Il Pesse coglie il settimo trionfo. Ad agosto la Giraffa riceve in sorte un altro "bombolone", Quarnero, e si affida nuovamente al Pesse per tentare di cogliere uno storico cappotto. Alla mossa però la Giraffa parte attardata, con Cianchino nella Torre su Votta Votta, che prende il comando. Nelle retrovie però Il Pesse dà luogo ad una furiosa rimonta e all'ultimo San Martino passa all'esterno la Torre, conquistando di forza l'ottavo sigillo personale, ma soprattutto uno storico cappotto per la Giraffa.
L'impresa del 1997 fa del Pesse il fantino più ambito della Piazza. Per il Palio dell'Assunta 1998 l'Onda lo chiama a montare nuovamente Penna Bianca, di gran lunga il barbero favorito del lotto. Quel Palio sarà ricordato come uno dei più drammatici di sempre: al primo San Martino l'eterno rivale Cianchino, che difende i colori della Torre, la nemica dell'Onda, cerca di ostacolare Il Pesse e si lancia con il cavallo contro di lui. La Fanfara, barbero torraiolo, piomba su Penna Bianca, coinvolgendo nell'impatto anche Tuareg, il cavallo del Bruco. Le tre contrade cadono rovinosamente e i barberi di Onda e Bruco si infortunano al punto che dovranno essere abbattuti.
La luce del trionfo torna a splendere per Il Pesse due anni dopo, nel 2000, quando giunge il nono successo. Per il Palio straordinario del 9 settembre, indetto per celebrare l'avvento del nuovo millennio, Il Pesse riceve la chiamata della Selva, che gli affida la monta del potente Urban II. Il binomio selvaiolo prende il comando già al primo San Martino e domina la carriera.
Dopo il 2000 però Il Pesse non è più riuscito a vincere il Palio. L'epoca d'oro di Trecciolino e le affermazioni di altri giovani fantini non gli hanno permesso di cogliere il decimo successo. L'ultima carriera disputata finora dal Pesse è quella del 2 luglio 2006, quando ha difeso i colori della Giraffa montando Delizia de Ozieri.

## Presenze al Palio di Siena
Con i suoi 9 trionfi in 45 carriere disputate, Il Pesse è annoverato di diritto fra i più grandi fantini di sempre. Numerosi i suoi primati: la vittoria all'esordio (il 2 luglio 1982), la carriera più veloce (nel Palio dell'Assunta del 1991) e il cappotto con la Giraffa (nel 1997). Ad essi va aggiunta la lunga striscia di Palii consecutivi disputati, ben 32, dal 2 luglio 1991 al 2 luglio 2006, a dimostrazione anche della correttezza di questo fantino, raramente oggetto di squalifiche.
Nella sua lunga carriera ha corso almeno una volta per tutte le contrade, eccezion fatta per Chiocciola, Nicchio e Tartuca.
Le vittorie sono evidenziate ed indicate in neretto.
| Palio             | Contrada     | Cavallo                     |
| ----------------- | ------------ | --------------------------- |
| 2 luglio 1982     | Valdimontone | Cuana                       |
| 16 agosto 1982    | Valdimontone | Arlem                       |
| 3 luglio 1983     | Bruco        | Ascaro                      |
| 16 agosto 1983    | Lupa         | Chicco                      |
| 2 luglio 1985     | Leocorno     | Benito (scosso)             |
| 16 agosto 1985    | Istrice      | Orion (scosso)              |
| 2 luglio 1986     | Valdimontone | Bayardo                     |
| 16 agosto 1986    | Leocorno     | Figaro                      |
| 13 settembre 1986 | Valdimontone | Brandano                    |
| 2 luglio 1988     | Valdimontone | Briosca                     |
| 16 agosto 1988    | Torre        | Liunica (scosso)            |
| 16 agosto 1989    | Valdimontone | Fogarizzu                   |
| 2 luglio 1990     | Valdimontone | Figaro                      |
| 3 luglio 1991     | Pantera      | Chartreuse (scosso)         |
| 16 agosto 1991    | Pantera      | Pytheos                     |
| 3 luglio 1992     | Valdimontone | Uberto (scosso)             |
| 16 agosto 1992    | Drago        | Pytheos                     |
| 2 luglio 1993     | Leocorno     | Barabba                     |
| 16 agosto 1993    | Aquila       | Pytheos (scosso)            |
| 2 luglio 1994     | Valdimontone | Etrusco (scosso)            |
| 16 agosto 1994    | Bruco        | Pegaso                      |
| 2 luglio 1995     | Pantera      | La Fanfara                  |
| 16 agosto 1995    | Leocorno     | Bella Speranza              |
| 2 luglio 1996     | Valdimontone | Bella Speranza              |
| 16 agosto 1996    | Lupa         | Solstizio d'Estate (scosso) |
| 3 luglio 1997     | Giraffa      | Penna Bianca                |
| 16 agosto 1997    | Giraffa      | Quarnero                    |
| 2 luglio 1998     | Onda         | Careca                      |
| 16 agosto 1998    | Onda         | Penna Bianca (scosso)       |
| 2 luglio 1999     | Drago        | Votta Votta                 |
| 16 agosto 1999    | Valdimontone | Re Artù (scosso)            |
| 2 luglio 2000     | Bruco        | Votta Votta (scosso)        |
| 16 agosto 2000    | Bruco        | Votta Votta (scosso)        |
| 9 settembre 2000  | Selva        | Urban II                    |
| 2 luglio 2001     | Selva        | Alcnachito                  |
| 16 agosto 2001    | Istrice      | Altoprato                   |
| 2 luglio 2002     | Oca          | Alghero (scosso)            |
| 16 agosto 2002    | Lupa         | Venus VIII                  |
| 2 luglio 2003     | Civetta      | Berio                       |
| 16 agosto 2003    | Giraffa      | Urban II                    |
| 2 luglio 2004     | Valdimontone | Afara                       |
| 16 agosto 2004    | Oca          | Altoprato                   |
| 2 luglio 2005     | Leocorno     | Alesandra                   |
| 16 agosto 2005    | Lupa         | Brento                      |
| 2 luglio 2006     | Giraffa      | Delizia de Ozieri           |

## Le presenze agli altri Palii
Il Pesse annovera nel proprio palmarès vittorie anche in altre importanti rassegne paliesche italiane.
Al Palio di Asti ha vinto una volta, nel 1993 per il Rione San Paolo, montando il cavallo Grand Prix.
Al Palio di Legnano ha ottenuto due vittorie: nel 1987 su Alpha Shariba per la Contrada San Magno e nel 2002 su Pierino con i colori di Sant'Erasmo.
Al Palio di Fucecchio è riuscito invece ad imporsi ben tre volte: una, nel 1994, per la Contrada Querciola, e due, nel 1996 e nel 1999, per Porta Raimonda. Le tre affermazioni lo rendono in questa manifestazione il più vittorioso di sempre insieme ad Angelo de Pau detto il Nano. Proprio a Fucecchio corre ininterrottamente dal 1989 data del suo esordio (22 Palii all'attivo). Al Palio di Fucecchio Il Pesse ha indossato la casacca di Porta Raimonda dal 1995 al Palio di Maggio 2005, salvo le eccezioni del Palio Straordinario del 2000 e dei Palii 2002 e 2005: in questo lasso di tempo la Contrada rivale, Porta Bernarda, è riuscita a vincere solo in quelle tre occasioni.
Ha infine vinto una volta il Palio della Costa Etrusca: accadde nel 1998 per il Comune di San Vincenzo su Cappotto.

### Presenze al Palio di Fucecchio
| Palio            | Contrada       | Cavallo                | Piazzamento           | Note                         |
| ---------------- | -------------- | ---------------------- | --------------------- | ---------------------------- |
| 28 maggio 1989   | Querciola      | Greap of Florida       | Eliminato in Batteria |                              |
| 27 maggio 1990   | Querciola      | Pytheos                | Eliminato in Batteria |                              |
| 26 maggio 1991   | Querciola      | Miss Claudia           | 4°                    |                              |
| 31 maggio 1992   | Querciola      | Blue Bell Music        | 3°                    |                              |
| 30 maggio 1993   | Querciola      | Grand Prix             | 4°                    |                              |
| 29 maggio 1994   | Querciola      | Grand Prix             | 1°                    |                              |
| 28 maggio 1995   | Porta Raimonda | Executive Bird         | Eliminato in batteria |                              |
| 26 maggio 1996   | Porta Raimonda | Allez Reef (Filippope) | 1°                    |                              |
| 25 maggio 1997   | Porta Raimonda | Tanzerin               | 4°                    |                              |
| 31 maggio 1998   | Porta Raimonda | Press Call             | 2°                    |                              |
| 30 maggio 1999   | Porta Raimonda | Butch Cassidy          | 1°                    |                              |
| 28 maggio 2000   | Porta Raimonda | Butch Cassidy          | 3°                    |                              |
| 22 luglio 2000   | Querciola      | Guera                  | 8°                    | Palio del Giubileo           |
| 10 giugno 2001   | Porta Raimonda | Gangelies              | Finale                | Palio non Assegnato          |
| 9 giugno 2002    | San Pierino    | Vaniglia Ice           | NC                    |                              |
| 8 giugno 2003    | Porta Raimonda | So Splendid (scosso)   | Eliminato in batteria |                              |
| 23 maggio 2004   | Porta Raimonda | Vanto de Ureco         | 8°                    |                              |
| 22 maggio 2005   | Porta Raimonda | Fischietto             | Eliminato in batteria |                              |
| 4 settembre 2005 | Ferruzza       | Donosu Tou             | Eliminato in Batteria | Palio Straordinario XXV Anno |
| 21 maggio 2006   | Querciola      | Erodi                  | 2°                    |                              |
| 20 maggio 2007   | Querciola      | Fantasia Bella         | 5°                    |                              |
| 18 maggio 2008   | Cappiano       | Cornelium              | Eliminato in Batteria |                              |